# Mærsk Turm
Koordinaten: 55° 41′ 35,2″ N, 12° 33′ 48″ O
Der Mærsk Turm (dänisch Mærsk Tårnet) ist ein 15-stöckiges Erweiterungshochhaus des Panum-Instituts in Nørrebro in Kopenhagen, das am 18. Januar 2017 von Königin Margrethe II. eingeweiht wurde. Er gehört zur Fakultät für Gesundheit und Medizinische Wissenschaften der Universität Kopenhagen am Blegdamsvej 3B und ist als internationales Zentrum für Forschung und Lehre im Bereich Gesundheit und Zivilisationskrankheiten gelistet.

## Beschreibung
Das Gebäude hat eine Bruttogeschossfläche von 42.700 m². Um Platz für den Bau zu schaffen, wurden 7.700 m² des Panum-Komplexes aus den 1970er und 1980er Jahren abgerissen. Von der Gesamtfläche nehmen Labore, Büros und Gemeinschaftsräume 24.700 m² ein. Mit seiner Höhe von 75 Metern überragt der Mærsk Turm das 400 Meter entfernte Krankenhaus Rigshospitalet um 5 Meter. Die gesamten Baukosten beliefen sich auf 1,5 Milliarden DKK, wovon die A. P. Møller Foundation 600 Millionen DKK beisteuerte, plus 125 Millionen DKK für Inventar.
Das Gebäude wurde vom Architekturbüro C. F. Møller entworfen, das auch als Gesamtberater für das Projekt fungierte. Der Sockel des Hochhauses besteht aus vier niedrigen Gebäuden, die zusammen im Grundriss eine Sternkomposition bilden und eine Verbindung zur noch erhaltenen älteren Bebauung des Panum-Institutes schaffen. In diesen Gebäuden sind Hörsäle, Unterrichtsräume, Kantine, Konferenzraum, Auditorium mit 504 Sitzen, Café und Buchhandlung untergebracht.
Die Fassade ist als Gitterstruktur aus geschosshohen Fensterscheiben aufgebaut. Der Glasfassade sind vertikale Kupferelemente vorgelagert. Sie umgeben den Turm fast vollständig, nur ein breites Feld über die gesamte Höhe des Turms auf der Ostseite ist ausgespart. Dahinter befinden sich im Inneren die sogenannten Science Plazas, drei übereinander gelegene offene Lese- und Kommunikationszonen, die jeweils über 4 bis 5 Geschosse reichen. Die Wahl des Materials Kupfer hat gestalterische Gründe. Der Mærsk Turm soll sich gestalterisch in die Umgebung einfügen, in der Backstein und alte Kirchtürme vorzufinden sind. Es wird davon ausgegangen, dass dies auch nach Herausbildung einer hellgrünen Patina der Fall sein wird, die das Kupfer im Laufe der Zeit überziehen wird.
Mit der Bauingenieur-Planung war die Firma Rambøll beauftragt. In einer Bewertung der Zeitschrift Baumeister heißt es über das Gebäude unter anderem: „Seine Antwort auf den urbanen Kontext ist beeindruckend mit einer sanft geschwungenen Formgebung, die es schlank und elegant macht – bis zu außergewöhnlichen Details und dem innovativen Einsatz von sanft animierten Kupfer-Fassaden, die das Gebäude prägen.“

## Nachhaltigkeit
Die 3300 geschosshohen Kupferelemente auf der Außenseite sind beweglich und werden gesteuert. Dem Lauf der Sonne folgend, können sie Schatten liefern. Außerdem dienen sie als Windschutz. Sie helfen, den Primärenergieverbrauch zu reduzieren. Die Dächer sind begrünt, das Regenwasser wird gesammelt und für die Gartenbewässerung und die Toilettenspülung benutzt. Das Haus errang bereits im ersten Jahr nach der Fertigstellung den Titel „Nachhaltigstes Laborgebäude Skandinaviens“.
Rund um den Gebäudekomplex haben SLA Landschaftsarchitekten eine Parkanlage mit Spazier- und Radwegen, darunter einen 300 Meter langen, in weiten Kurven geschwungenen, aufgeständerten Walkway, einem Ballspielfeld, Gartenflächen und Sitzgelegenheiten angelegt.
Die Öffnung zum Stadtteil und die kommunikative Grundhaltung war eine Vorgabe des 2010 stattgefundenen städtebaulich-architektonischen Wettbewerbs. Sie soll die Introvertiertheit des früheren Panum-Komplexes auflockern, der dem klassischen Bild des wissenschaftlichen Arbeitens in einem abgetrennten Universum entsprach.
Im 15. Stock gibt es einen öffentlich zugänglichen Aussichtsbereich.

## Preise
Der Mærsk Turm wurde vielfach ausgezeichnet, unter anderem mit dem Scandinavian Green Roof Prize 2017, dem Architekturpreis 2018 der Stadt Kopenhagen, dem World Architecture Festival Award 2017 in der Kategorie »Higher Education and Research« und dem European Copper in Architecture Award 2017.

## Bildergalerie

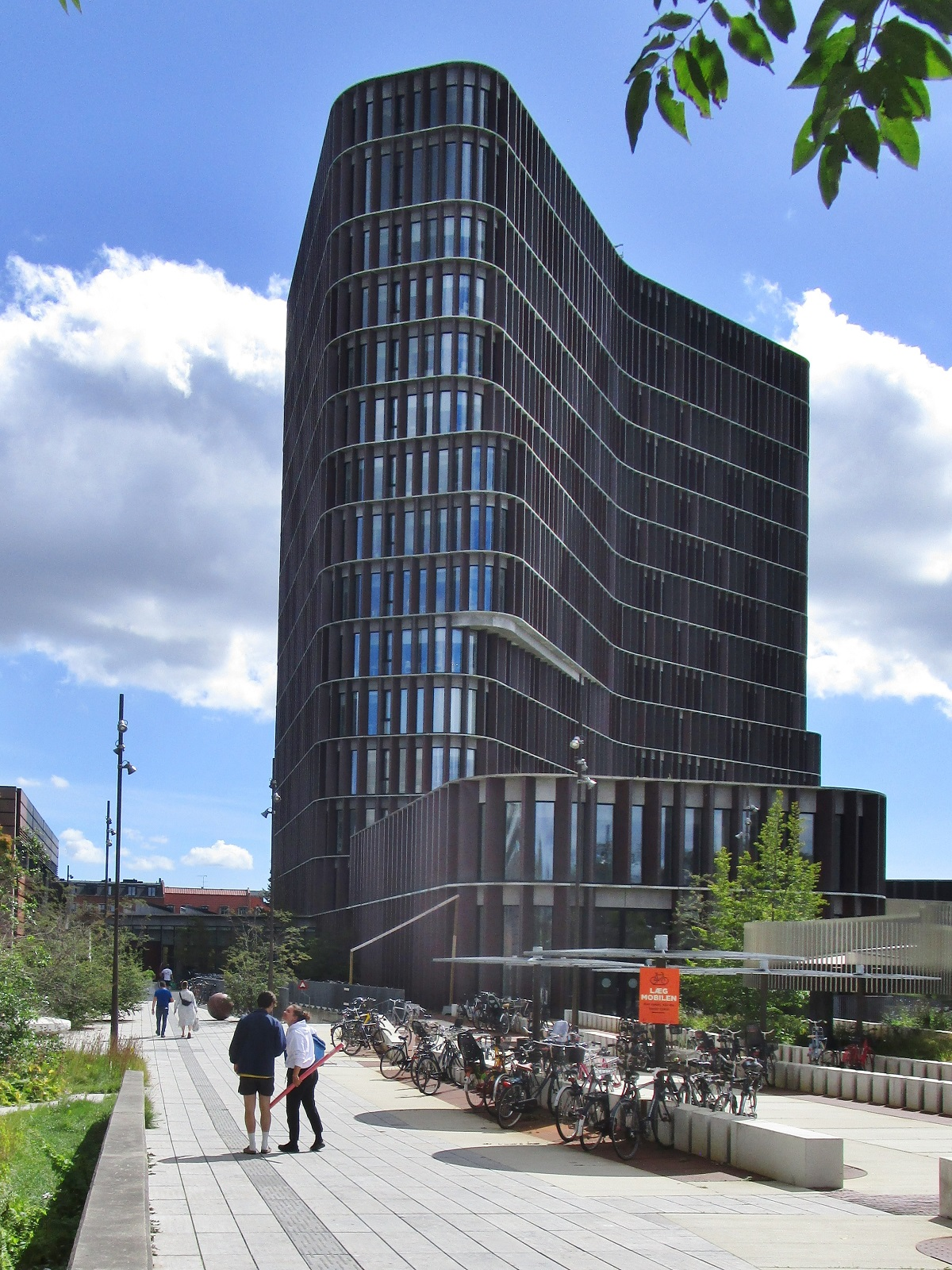
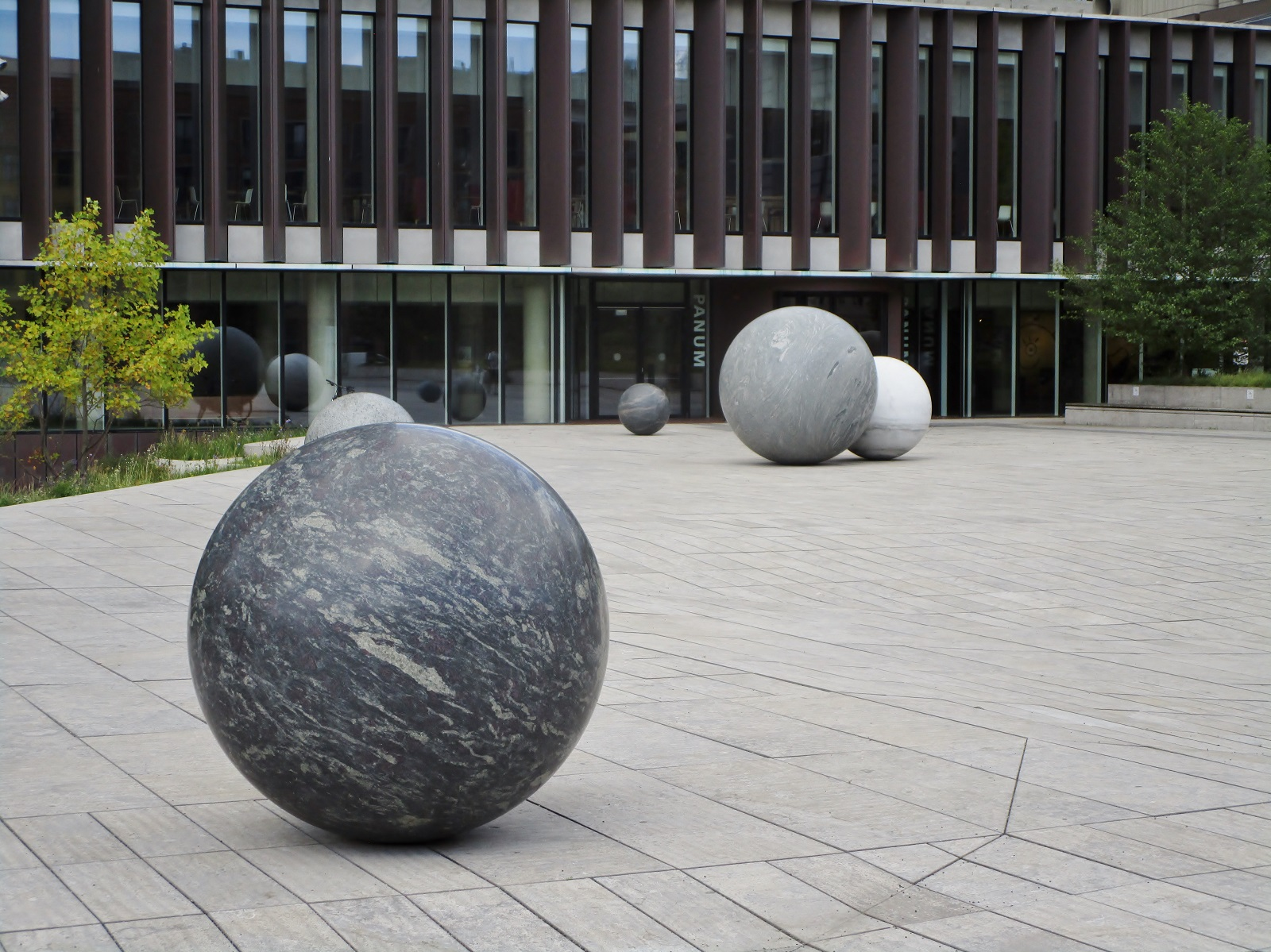
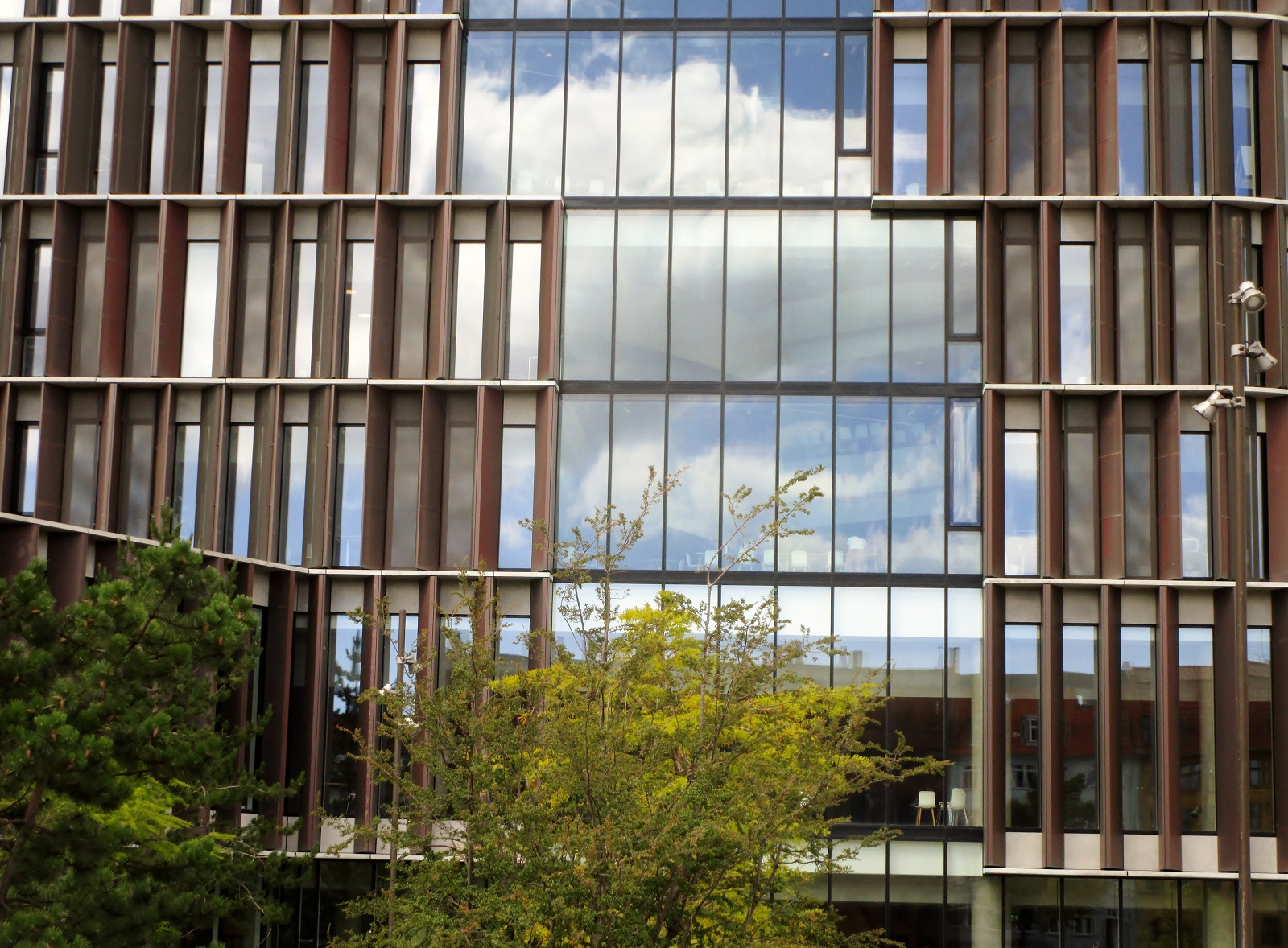
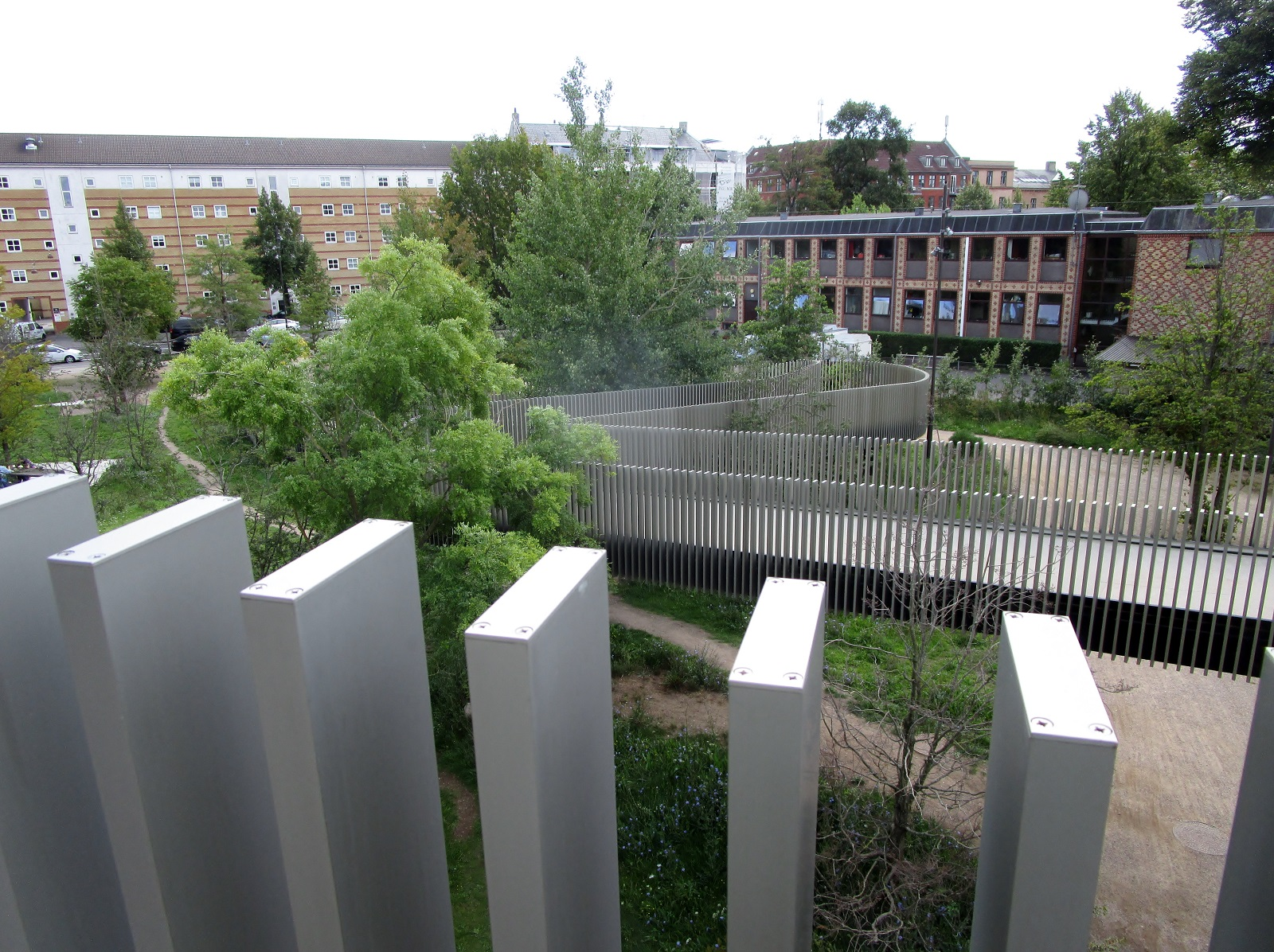